# Нинсянь
Нинся́нь (кит. упр. 宁县, пиньинь Níng xiàn) — уезд городского округа Цинъян провинции Ганьсу (КНР). Уезд назван в честь административной единицы, органы власти которой размещались в этих местах в средние века.

## История
Во времена империи Западная Вэй в 553 году была создана область Нинчжоу (宁州), органы власти которой разместились в этих местах; название области было сокращением от «фунин цзеди» («поддерживать спокойствие среди варваров цзе и ди»).
После Синьхайской революции в результате административной реформы области были упразднены, и в 1913 году на землях, ранее напрямую управлявшихся властями области Нинчжоу, был образован уезд Нинсянь.
В 1949 году был образован Специальный район Цинъян (庆阳专区), и уезд вошёл в его состав. В 1955 году Специальный район Цинъян был присоединён к Специальному району Пинлян (平凉专区), но в 1962 году Специальный район Цинъян был воссоздан. В 1970 году Специальный район Цинъян был переименован в округ Цинъян.
В 2002 году округ Цинъян был преобразован в городской округ.

## Административное деление
Уезд делится на 14 посёлков и 4 волости.